# 特賴恩斯約赫山
47°36′55″N 12°03′16″E / 47.61524°N 12.05432°E

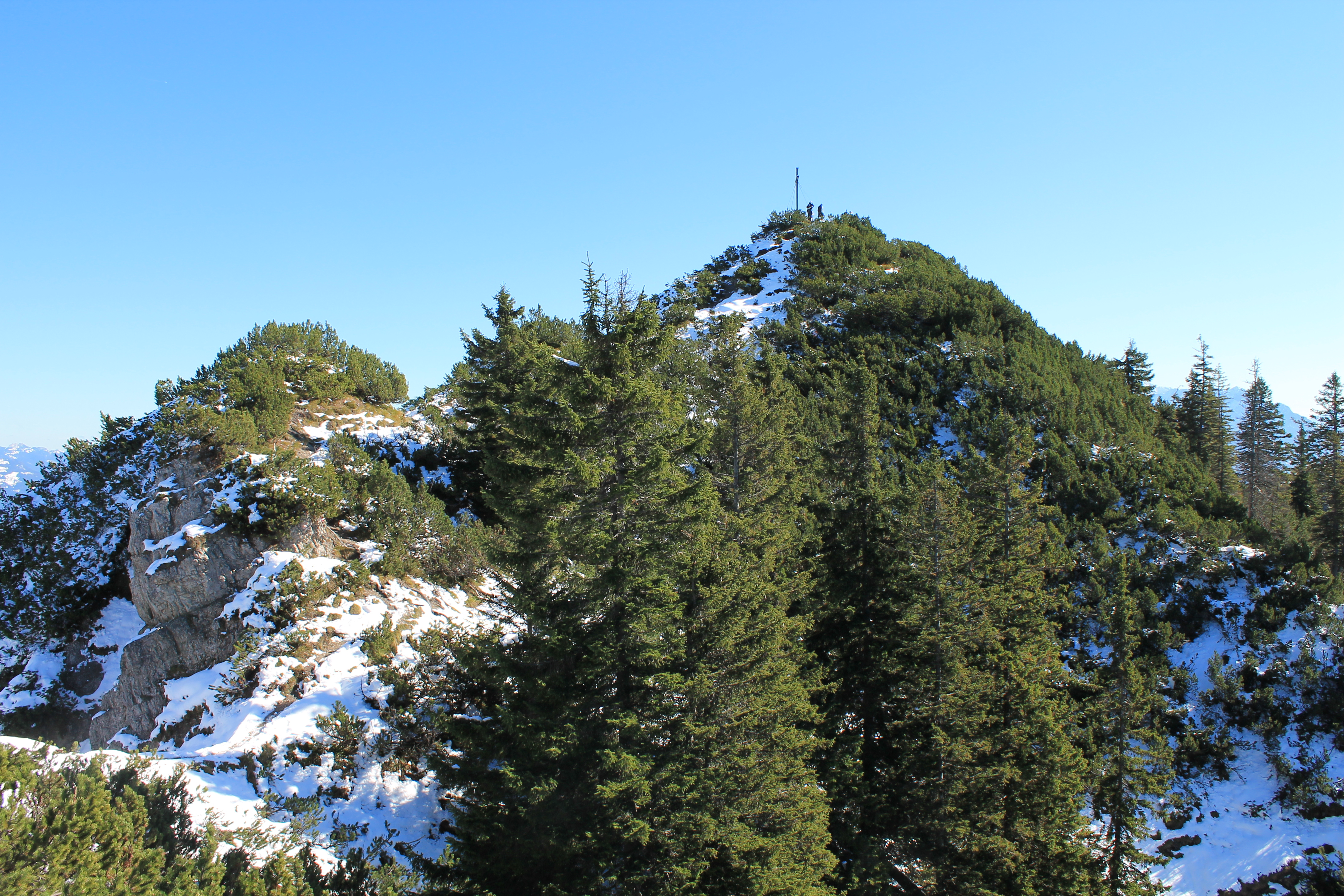

特賴恩斯約赫山（德語：Trainsjoch），是中歐的山峰，位於奧地利和德國接壤的邊境，屬於巴伐利亞前阿爾卑斯山脈的一部分，距離大特賴滕山3.1公里，海拔高度1,708米，每年平均降雨量1,847毫米。